# Aconitum ramulosum
Aconitum ramulosum är en ranunkelväxtart som beskrevs av Wen Tsai Wang. Aconitum ramulosum ingår i släktet stormhattar, och familjen ranunkelväxter. Inga underarter finns listade i Catalogue of Life.